# Arnold’s Cove

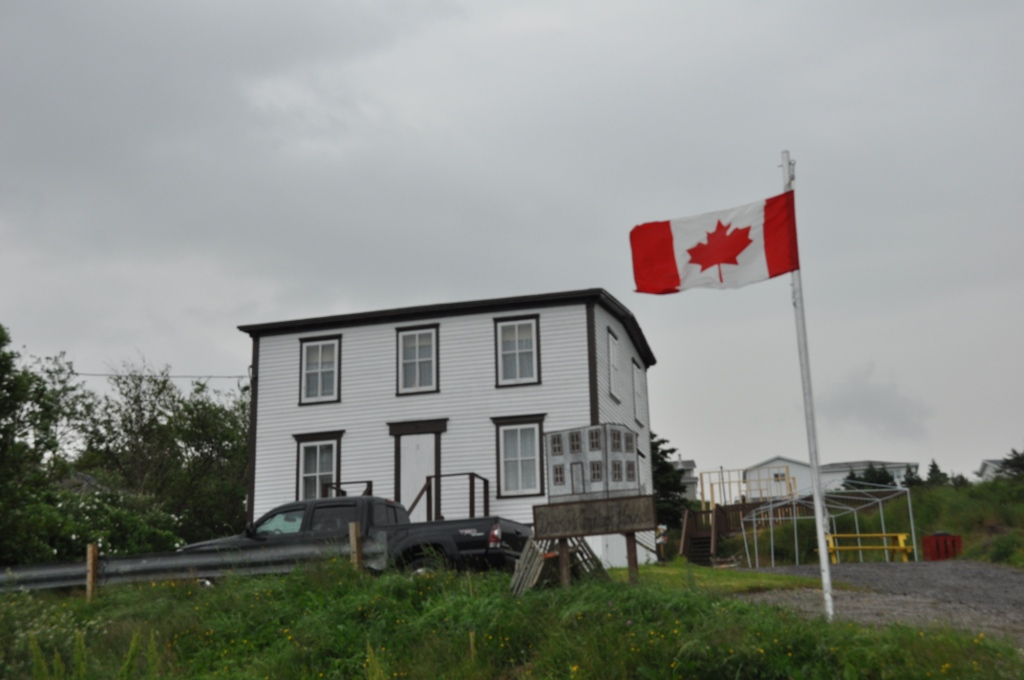
Drake House in Arnold's Cove (2013)

Arnold’s Cove ist eine Gemeinde (Town) in der zur kanadischen Provinz Neufundland und Labrador gehörenden Insel Neufundland. Arnold’s Cove liegt an der Placentia Bay, an der Südküste der Landenge zur Halbinsel Avalon. Im Norden grenzt das Gemeindegebiet an das von Come By Chance. Der Trans-Canada Highway führt östlich an der Siedlung vorbei.
1864 siedelte hier nur eine Familie. 1893 gab es ein Postamt. Der Ort war eine Fischersiedlung 2 Kilometer von der Newfoundland Railway, 35 Meilen von Placentia-Abzweigung entfernt. 1967 wurde er zur Stadt ernannt. Noch 1911 lebten hier nur 100 Menschen, 1976 lebten allerdings bereits 1.160 Menschen. Seither nahm die Bevölkerungszahl leicht ab. Arnold’s Cove erlebt durch seine Nähe zur Hibernia Öl-Plattform einen wirtschaftlichen Aufschwung.

## Demografische Daten
Der Zensus im Jahr 2016 ergab für die Gemeinde eine Bevölkerungszahl von 949 Einwohnern. Fünf Jahre zuvor waren es noch 990 Einwohner.